# Friedrich Knapp (Unternehmer)
Friedrich Georg „Fritz“ Knapp (* 6. Mai 1951 in Bad Hersfeld; † 15. November 2024 auf Sylt) war ein deutscher Unternehmer. Er war der Alleininhaber der Jugendmodekette New Yorker.

## Leben
Fritz Knapp wurde 1951 in Bad Hersfeld geboren. 1971 gründete er gemeinsam mit Tilmar Hansen und Michael Simson zunächst als Einzelhändler einen ersten Modeladen in Flensburg, bevor er später alleiniger Inhaber und auch Chef des Fast-Fashion-Retailers New Yorker wurde.
Friedrich Knapp war verheiratet und Vater dreier Kinder. Er starb im November 2024 im Alter von 73 Jahren auf Sylt.

## Wirtschaftliche Tätigkeiten

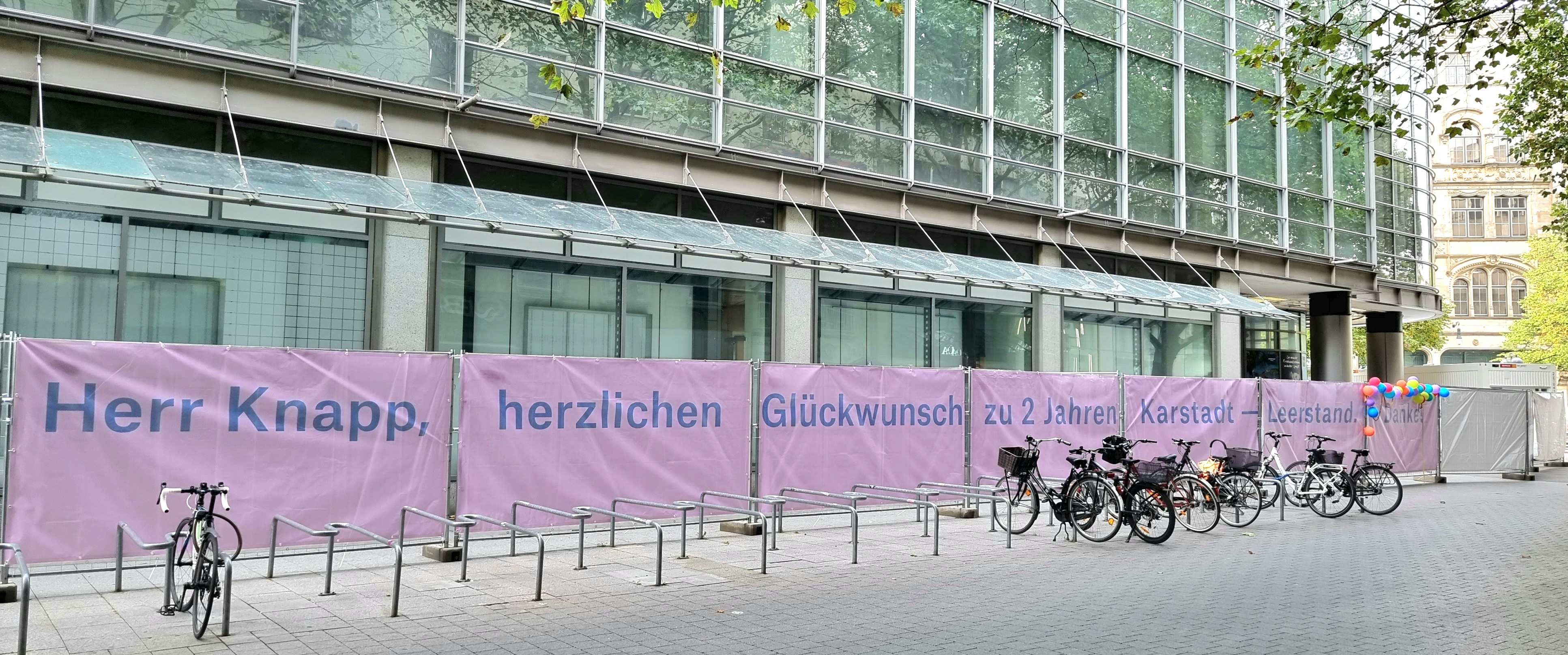
Transparent mit ironischer Danksagung an Friedrich Knapp (2022)

In Niedersachsen war Knapp Besitzer einer Reihe von Geschäftshäusern. In Braunschweig erwarb er unter anderem das Flebbe-Haus sowie die Villa Rimpau; letztere bewohnte er privat. Knapp regte einen kommunal getragenen Braunschweiger Schulkostenfonds an – den dann größten in Niedersachsen – an dem er sich mit 600.000 Euro für Schulmaterial zugunsten von Kindern aus sozial schwachen Familien beteiligte.
Nach knapp zweijährigem Leerstand seit Oktober 2020 des ehemaligen Hauptgebäudes des Warenhauses Karstadt in Hannover installierte die Agentur für Zwischenraumnutzung an einem eigens dafür aufgestellten Bauzaun als Protestaktion ein Dutzende Meter langes Transparent entlang des ehemaligen Kaufhauses in der Schillerstraße mit der ironisch gemeinten Danksagung an den Eigentümer Friedrich Knapp zum Leerstands-Jubiläum.
Während Knapp 2010 mit einem geschätzten Vermögen von rund 450 Millionen Euro zu den 260 reichsten Deutschen zählte, wurde er 2022 bereits als Milliardär bezeichnet: Laut dem Wirtschaftsmagazin Forbes besaß der Geschäftsmann, der auf dem Höhepunkt der wirtschaftlichen Folgen der COVID-19-Pandemie nach einer steilen Aufwärtskurve ab 2020 auch Verluste hinnehmen musste, Anfang Juni 2023 noch immer ein Privatvermögen von rund 3,1 Milliarden US-Dollar und zählte mit der Nummer 994 zu den 1000 reichsten Menschen weltweit.
Nachdem Knapp 2014 den Textil-Discounter Primark kritisiert hatte, forderte er 2019 den Onlineversandhändler Amazon heraus mit der Behauptung, ein Großteil der von dem Onlinegiganten vertriebenen Textilien entsprächen nicht den Vorschriften des deutschen Textilkennzeichnungsgesetzes. Zudem äußerte er allgemeine Kritik an dem Geschäftsmodell Amazons mit Blick auf den traditionellen Vor-Ort-Verkauf und insbesondere die anderen Marktteilnehmer: „Wenn bald alle neben mir sterben, brauche ich dann überhaupt noch selbst einen Laden?“

## New Yorker Stiftung. Friedrich Knapp
Knapp wollte mit der nach ihm benannten New Yorker Stiftung. Friedrich Knapp am Sitz von New Yorker in der Hansestraße in Braunschweig die „Allgemeinheit durch die Förderung von Kunst und Kultur und die Förderung von Bildung und Erziehung [erreichen und …] insbesondere die individuelle und allgemeine Förderung und Unterstützung von Kindern und Jugendlichen“, wobei er laut dem Wirtschaftsmagazin Forbes wohl die kulturelle Bildung von unterprivilegierten Kindern und Jugendlichen im Sinn hatte.